# Javier Quirino
Javier Quirino, vollständiger Name Javier Quirino Sequeira, (* 2. Juli 1986 in Uruguay) ist ein uruguayischer Fußballspieler.

## Karriere

### Verein
Der 1,73 Meter große Offensivakteur Quirino gehörte 2003 der Nachwuchsabteilung des Club Atlético Peñarol an. Ab 2008 spielte er für Central Español. In der Spielzeit 2009/10 bestritt er fünf Spiele für Central Español in der Primera División. In der Apertura 2010 folgten zwei weitere Erstligaeinsätze für den Klub aus Montevideo. Einen Treffer erzielte er nicht. Nach der Apertura 2010 verließ er den Verein.

### Nationalmannschaft
Quirino gehörte der von Jorge Da Silva trainierten U-17-Auswahl Uruguays an, die an der U-17-Südamerikameisterschaft 2003 in Bolivien teilnahm.